# جون‌ایچی هیروکامی
جون‌ایچی هیروکامی (به ژاپنی: 広上 淳一 Hirokami Jun'ichi)؛(متولد ۵ مه ۱۹۵۸) یک رهبر موسیقی اهل ژاپن است. وی در توکیو متولد شده است.